# XTRMNTR
XTRMNTR (pronunicado como Exterminator - en español: Exterminador) es el sexto álbum de estudio de la banda británica Primal Scream, publicado por Creation Records.
En este álbum la banda vuelve a innovar con la música y experimentar nuevos caminos, esta vez decantando más por la música electrónica, teniendo una gran acogida en el mercado. Es así mismo considerado uno de los mejores discos de la banda.
El álbum fue lanzado el 31 de enero de 2000, siendo uno de los primeros álbumes del siglo XXI y del milenio en ser considerados como clásicos en la historia de la música, considerado su evolución sonora desde Screamadelica de 1991.
Incluye el éxito Kill All Hippies, una reminiscencia de la contracultura de los años 60 y crítica del capitalismo y el movimiento britpop. En sí mismo el álbum es una crítica al siglo recién terminado a la fecha de publicación del álbum, del poder impositivo de los Estados Unidos sobre el orden mundial, el Reino Unido de los 90, e incluso una burla a la propia banda.
Según las votaciones de los lectores de la revista Q Magazine, este disco fue elegido como el 50.º mejor disco de la historia. También fue incluido en la lista de los 500 mejores álbumes de la revista Rolling Stone, y del sitio web NME, e incluido en el libro los 1001 álbumes que hay que oír antes de morir.

## Listado de canciones

### Versión inglesa
| N.º | Título                                 | Duración |  |
| 1.  | «Kill All Hippies»                     | 4:57     |  |
| 2.  | «Accelerator»                          | 3:41     |  |
| 3.  | «Exterminator»                         | 5:49     |  |
| 4.  | «Swastika Eyes [Jagz Kooner Mix]»      | 7:05     |  |
| 5.  | «Pills»                                | 4:17     |  |
| 6.  | «Bloody Money»                         | 7:03     |  |
| 7.  | «Keep Your Dreams»                     | 3:35     |  |
| 8.  | «Insect Royalty»                       | 3:35     |  |
| 9.  | «MBV Arkestra (If They Move Kill 'Em)» | 6:41     |  |
| 10. | «Swastika Eyes»                        | 6:33     |  |
| 11. | «Shoot Speed/Kill Light»               | 5:19     |  |

### Versión norteamericana
1. "Kill All Hippies" – 4:57
2. "Accelerator" – 3:41
3. "Exterminator" – 5:49
4. "Swastika Eyes" – 7:05
5. "Pills" – 4:17
6. "Blood Money" – 7:03
7. "Keep Your Dreams" – 5:24
8. "Insect Royalty" – 3:35
9. "MBV Arkestra (If They Move Kill Em)" – 6:41
10. "Swastika Eyes" – 6:33
11. "Shoot Speed/Kill Light" – 5:19
12. "I'm 5 Years Ahead of My Time" – 4:08